# Fondation Qualité Fleurier
 (décembre 2018).
La Fondation Qualité Fleurier est un organisme de certification suisse de qualité horlogère haut de gamme.
Créée le 5 juin 2008 et inaugurée le 27 septembre 2004, elle naît du projet commun des marques horlogères indépendantes Chopard, Parmigiani Fleurier, Bovet Fleurier ainsi que de Vaucher manufacture Fleurier, toutes installées dans la région du Val-de-Travers dans le canton de Neuchâtel en Suisse, de proposer l’établissement de nouveaux critères esthétiques et techniques pour la certification de montres mécaniques terminées.
Il s’agit de la première certification horlogère portant sur la montre terminée, dans son habillage définitif, telle qu’elle va être mise sur le marché. Elle vise davantage le segment haut de gamme de la production horlogère.